# Commissariat général aux réfugiés et aux apatrides (Belgique)
 (juillet 2022).
Si vous disposez d'ouvrages ou d'articles de référence ou si vous connaissez des sites web de qualité traitant du thème abordé ici, merci de compléter l'article en donnant les références utiles à sa vérifiabilité et en les liant à la section « Notes et références ».
Le Commissariat général aux réfugiés et aux apatrides (CGRA), en néerlandais : Commissariaat-generaal voor de Vluchtelingen en de Staatlozen (CGVS), est une administration fédérale indépendante belge dédiée au droit d'asile. Créé en 1988, il est dirigé par un commissaire général et deux adjoints et compte environ 450 collaborateurs.

## Mission du CGRA
Le CGRA délivre aux réfugiés reconnus ainsi qu’aux apatrides, des documents d’état civil. Instance centrale de la procédure d’asile, depuis le 1er juin 2007, le CGRA est la seule instance compétente pour l’instruction des demandes.

### Institutions belges
- Direction générale de l'Office des étrangers
- Commission permanente de recours des réfugiés
- Conseil du contentieux des étrangers
- Conseil d'État
- Emploi de travailleurs étrangers en Belgique

### Organismes étrangers similaires au CGRA
- Allemagne : Bundesamt für Migration und Flüchtlinge (BAMF)
- France : Office français de protection des réfugiés et apatrides (Ofpra)
- Irlande : Office of the Refugee Applications Commissioner (ORAC)
- Pays-Bas : Immigratie en Naturalisatie Dienst (IND)
- Royaume-Uni : UK Border Agency, anciennement Border and Immigration Agency (BIA)
- Suisse : Office fédéral des migrations (OFM)

### Autres
- Droit d'asile dans l'Union européenne
- Haut Commissariat des Nations unies pour les réfugiés